# Rosa Bonheur

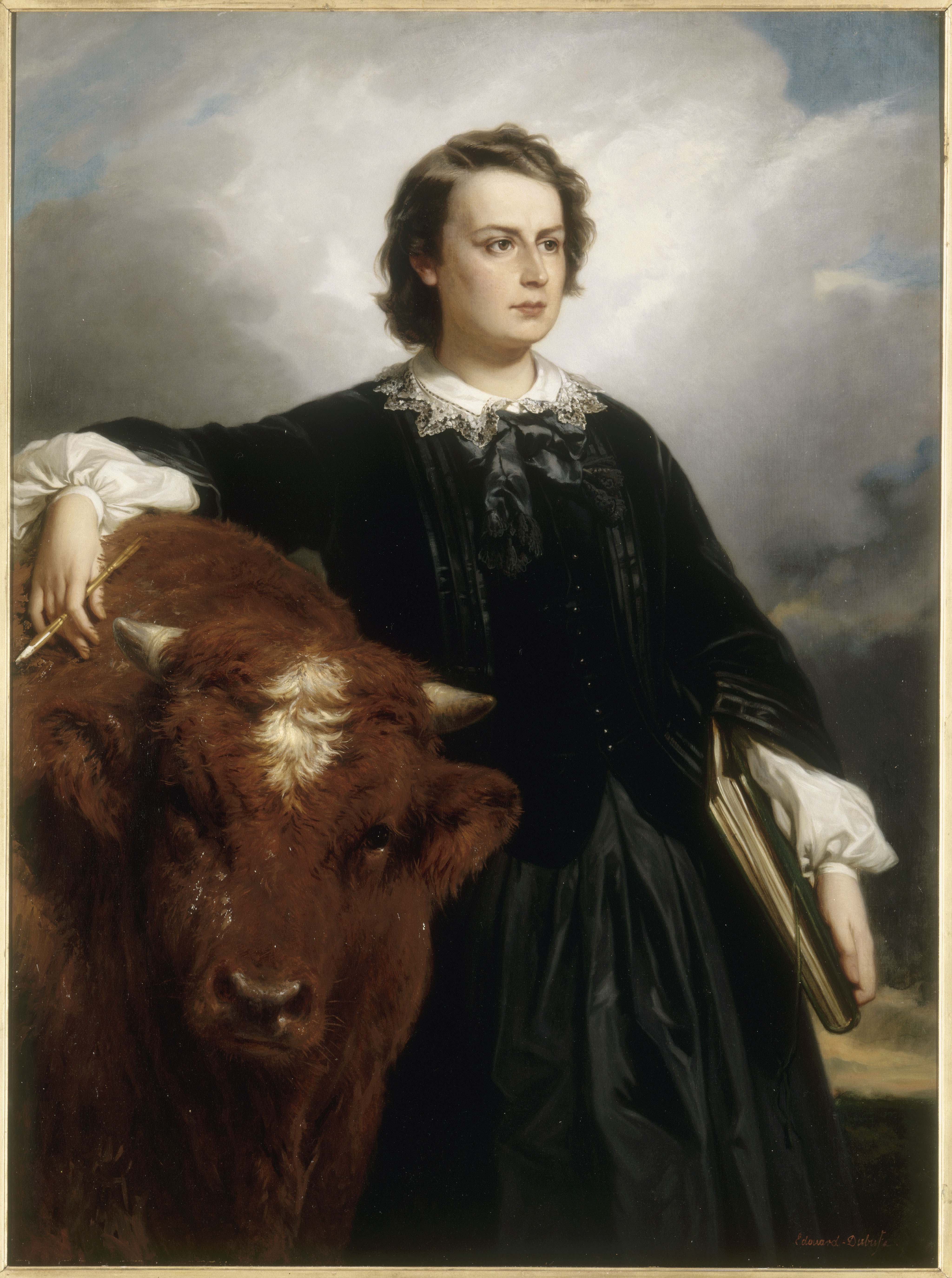
Rosa Bonheur mit einem Stier, von Édouard Louis Dubufe (1857)

Rosa Bonheur (* 16. März 1822 in Bordeaux, Frankreich; † 25. Mai 1899 in Thomery, Frankreich) war eine französische Tiermalerin des Naturalismus bzw. des Realismus.

## Leben und Werk
Rosa Bonheur stammte aus einer Künstlerfamilie. Sie war das älteste von vier Kindern des Zeichners und Landschaftsmalers Raymond Bonheur und seiner Frau Sophie Marquis. Ihr Bruder war der Landschaftsmaler Auguste Bonheur (1824–1884). Sie erlernte das Zeichnen und Malen bei ihrem Vater und spezialisierte sich bereits in frühen Jahren auf die Tiermalerei.
Im Unterschied zu vielen anderen zeitgenössischen Künstlerinnen und entgegen gesellschaftlicher Rollenfestlegung begriff sie das Malen als Beruf und bestimmte ihre Rolle, dem männlichen Modell folgend, von ihrer beruflichen Tätigkeit ausgehend. Zu ihrer Zeit malten Frauen bevorzugt kleinere Tiere wie Vögel und Fische, Bonheur jedoch konzentrierte sich auf Rinder und Pferde.

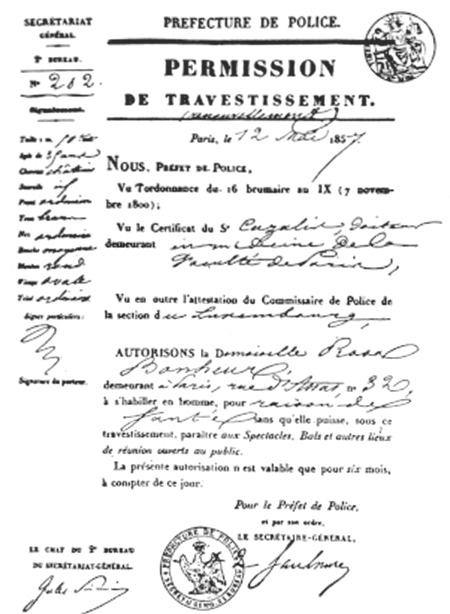
Offizielle Erlaubnis Männerkleidung zu tragen (1857)

Zu diesem Selbstverständnis trugen die Auffassungen ihres Vaters bei, der als Anhänger der frühsozialistischen saint-simonistischen Bewegung Männern und Frauen gleiche Fähigkeiten und Rechte zusprach und erklärte, dass der gesellschaftliche Fortschritt entscheidend von der Emanzipation der Frau abhinge. Neben ihrer Erziehung gehörten zum Selbstverständnis der Malerin ihre künstlerischen und wirtschaftlichen Erfolge. Die Kunsthistorikerin Linda Nochlin (2008) sah in ihr eine Ausnahmeerscheinung im von Männern dominierten Kunstbetrieb des 19. Jahrhunderts. Als emanzipierte lesbische Frau konnte sie ihr Leben jenseits des traditionellen Rollenmodells weitgehend selbstbestimmt gestalten.
1829 zog die Familie nach Paris, wo Bonheur mit ihren beiden Brüdern auf eine Jungenschule geschickt wurde. Nach dem Tod der Mutter im Jahre 1833 arbeitete sie vorübergehend in einer Schneiderei und half anschließend einem befreundeten Ehepaar beim Kolorieren. Dem Wunsch ihres Vaters entsprechend besuchte sie ein Mädchenpensionat, aus dem sie aber bereits 1835, mit 13 Jahren, als schwer erziehbar entlassen wurde. Seitdem arbeitete sie tagsüber im Atelier des Vaters, während dieser als Zeichenlehrer unterwegs war. Zu dieser Zeit erhielt sie wie ihre Geschwister Zeichenunterricht durch den Vater und kopierte im Louvre Werke, unter anderem von Nicolas Poussin, Salvator Rosa und dem holländischen Tiermaler Paulus Potter.

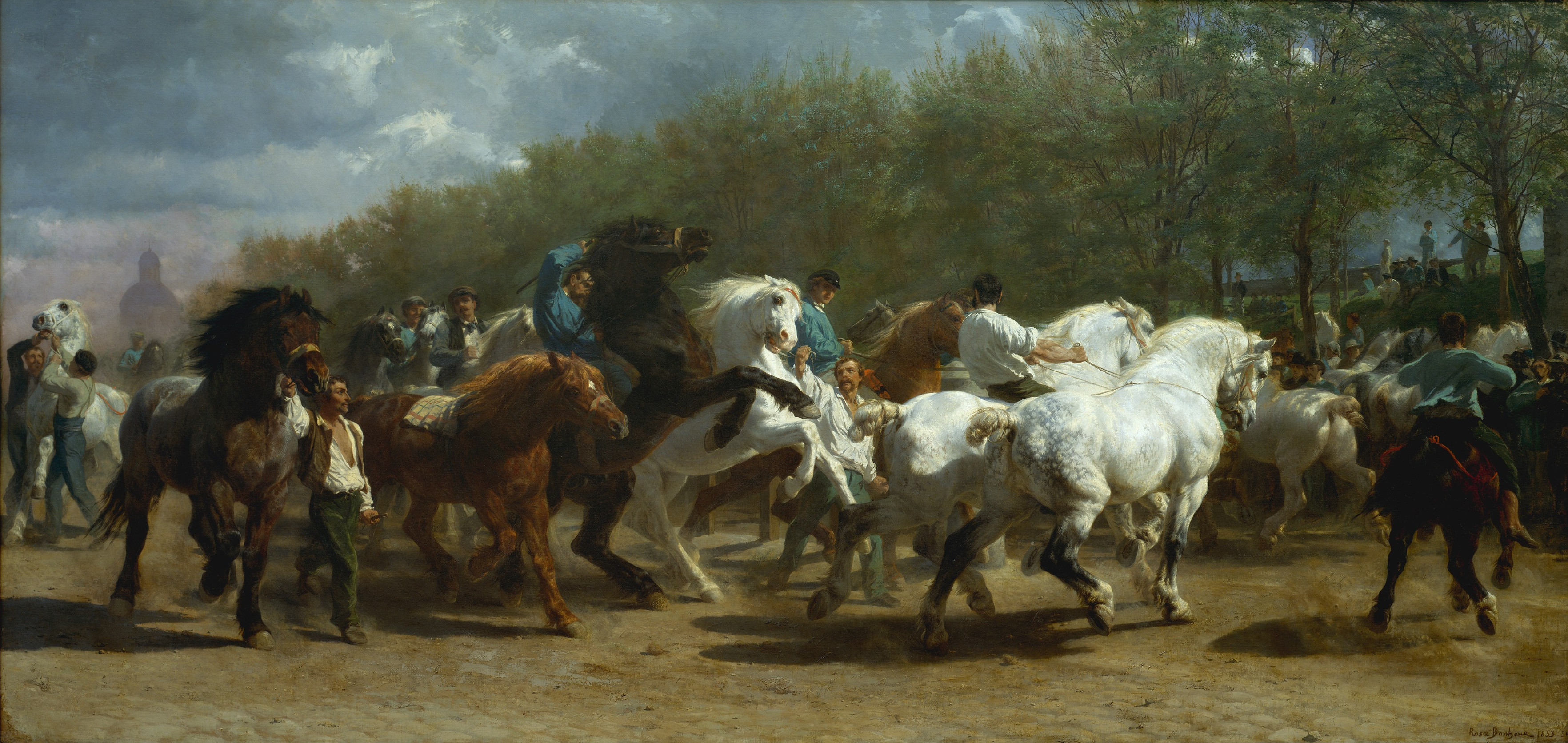
Der Pferdemarkt (zwischen 1852 und 1855)

Bereits seit 1841 durfte sich Bonheur an den Ausstellungen im Pariser Salon beteiligen. Bekannt wurde sie durch ihr Bild Bœufs et Taureaux, race du Cantal, das im Salon von 1848 gezeigt wurde. Es folgte im Salon des nächsten Jahres das Bild Ackerbau in Nevers (2011 im Musée d’Orsay, Paris). Der Pferdemarkt im Salon 1853 machte sie berühmt. Königin Victoria ließ sich 1855 das Bild privat in Windsor Castle vorführen. Erst danach stand es dem Kunsthändler Ernest Gambart, der es für 40.000 Franc erworben hatte, wieder zur Verfügung. Schließlich erwarb der nordamerikanische Eisenbahnkönig Cornelius Vanderbilt
das Bild, das ihren Weltruhm begründet hatte, und schenkte es dem New Yorker Metropolitan Museum of Art, wo es sich auch heute noch befindet. Daneben existieren mehrere weitere Versionen. Als ihr Galerist das großformatige Originalgemälde in England und den USA touren lassen wollte und zuvor ein Kupferstich angefertigt werden sollte, entschied sich Rosa Bonheur, selbst eine verkleinerte Kopie zu malen, um sie dem Kupferstecher zur Verfügung zu stellen. 
Ihr Galerist, der Belgier Ernest Gambart, organisierte 1856 eine Tour durch England und Schottland mit den Arbeiten Bonheurs und stellte sie nicht nur der Königin, sondern auch allen wichtigen Sammlern vor. Von dieser Reise brachte Bonheur neben vielen Skizzen von neuen Schaf- und Rinderzüchtungen auch lebende Tiere für ihre Menagerie im Hinterhof ihres Ateliers mit. Sie hielt sich für ihre Studien nicht nur Tiere im Atelier, sondern beobachtete auch Tiere in Tiergärten und umliegenden Wäldern, zog für Studien an Kühen, Schafen und Ziegen 1845 für einige Monate auf einen Bauernhof und arbeitete – wie auch sonst häufig in Männerkleidung – auf Pferdemärkten und in Schlachthöfen. Wichtig war ihr die naturalistische bzw. realistische Darstellung jenseits jeder Idealisierung oder Verniedlichung. Das Recht, Männerhosen tragen zu dürfen, musste sie sich erst erkämpfen. Von der Pariser Polizei bekam sie 1857 eine Sondererlaubnis mit Urkunde ausgestellt: „Erlaubnis zum Transvestismus“.
1849 wurde sie Direktorin der Ecole Impériale Gratuite de Dessin pour les Demoiselles in Paris, die zuvor ihr Vater geleitet hatte. 1860 zog sie sich aus der Leitung zurück, um sich ganz der Malerei widmen zu können.

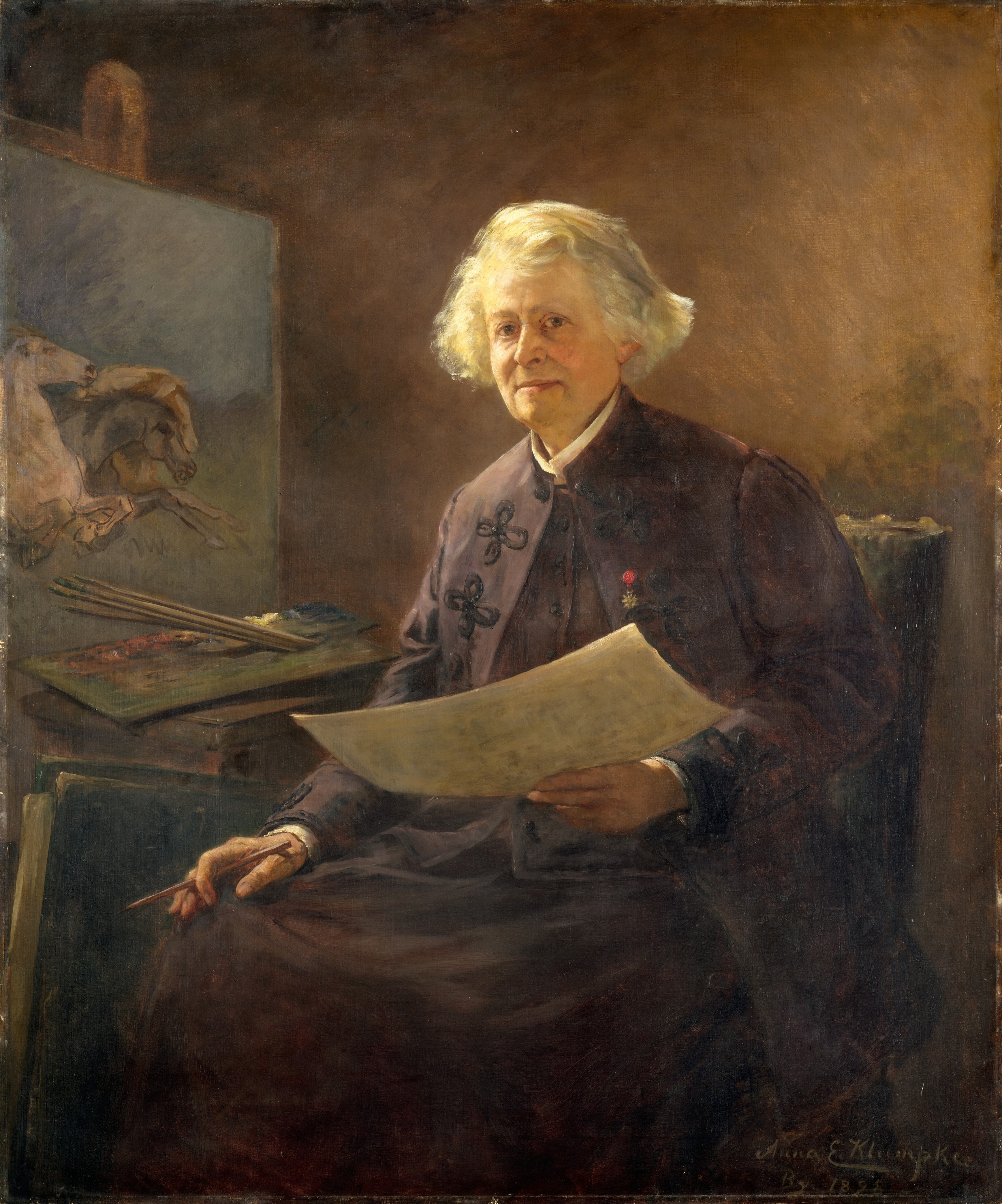
Anna Klumpke: Porträt Rosa Bonheur (1898)

Bonheur galt nunmehr als eine der wichtigsten Malerinnen ihrer Zeit und war nicht nur künstlerisch, sondern auch wirtschaftlich sehr erfolgreich. Für kaufkräftige Auftraggeber in England und Amerika fertigte sie vor allem Tierporträts. Da immer mehr Besucher in ihr Atelier strömten, zog sie sich auf ein kleines Schloss zurück, das Château de By am Rand des Waldes von Fontainebleau, das sie sich von den Erlösen ihrer Malerei zusammen mit ihrer Freundin und Partnerin Nathalie Micas gekauft hatte. Dort lebte auch Micas' Mutter. Es gab einen umfangreichen Privatzoo (u. a. Löwinnen). Zu den Besuchern dort zählte unter anderem Kaiserin Eugénie, die ihr 1865 das ihr verliehene Kreuz der Ehrenlegion überreichte. Am 5. Mai 1894 erhielt Bonheur, als erste Frau überhaupt, das Offizierskreuz der Ehrenlegion. Bonheur wurde darüber hinaus vielfach international ausgezeichnet.
Zunehmend wuchs Bonheurs Interesse für Großwild. 1880 schenkte Gambart ihr zwei Zirkuslöwinnen, aus den USA erhielt sie Wildpferde. Mit einer Sondererlaubnis malte die Siebenundsechzigjährige die Bisons und Mustangs bei der Wildwest-Show von Buffalo Bill Cody zur Pariser Weltausstellung 1889. Ein Porträt Codys hoch zu Ross nutzte dieser zur Eigenwerbung und bedankte sich für die Werbung, indem er auf ihrem Landsitz ihre Wildpferde zuritt. Bonheur ließ sich durch Buffalo Bills Show zu ihrem Bild Indianer auf Bisonjagd inspirieren.
In ihrem letzten Lebensjahr freundete sie sich mit der amerikanischen Malerin Anna Elizabeth Klumpke an, die sie mehrfach porträtierte. Die Liebesbeziehung zwischen den beiden Frauen bestand bis zu Bonheurs Tod 1899. Rosa Bonheur starb mit 77 Jahren in Paris und wurde auf dem Friedhof Père-Lachaise (Div. 74) neben Nathalie Micas beigesetzt. In ihrem Testament hatte sie Klumpke zu ihrer Alleinerbin und Nachlassverwalterin bestimmt. Diese Entscheidung löste ein großes Missfallen in Bonheurs Verwandtschaft aus. Klumpke übergab 1933 dem französischen Staat zahlreiche Werke von Rosa Bonheur, die im Musée de l’Atelier de Rosa Bonheur auf Château de By zu sehen sind, wo Bonheur während der letzten 40 Jahre ihres Lebens arbeitete. Anna Elizabeth Klumpke gründete im Andenken an Rosa Bonheur in deren Atelier eine Schule, in der sie Frauen in Malerei unterrichtete. Sie schrieb eine Biografie zu den Lebenserinnerungen der Rosa Bonheur, die 1908 unter dem Titel Rosa Bonheur: sa vie, son œuvre bei Flammarion in Paris erschienen. Die Biografie ist in der Ich-Form verfasst.

## Weitere Werke (Auswahl)

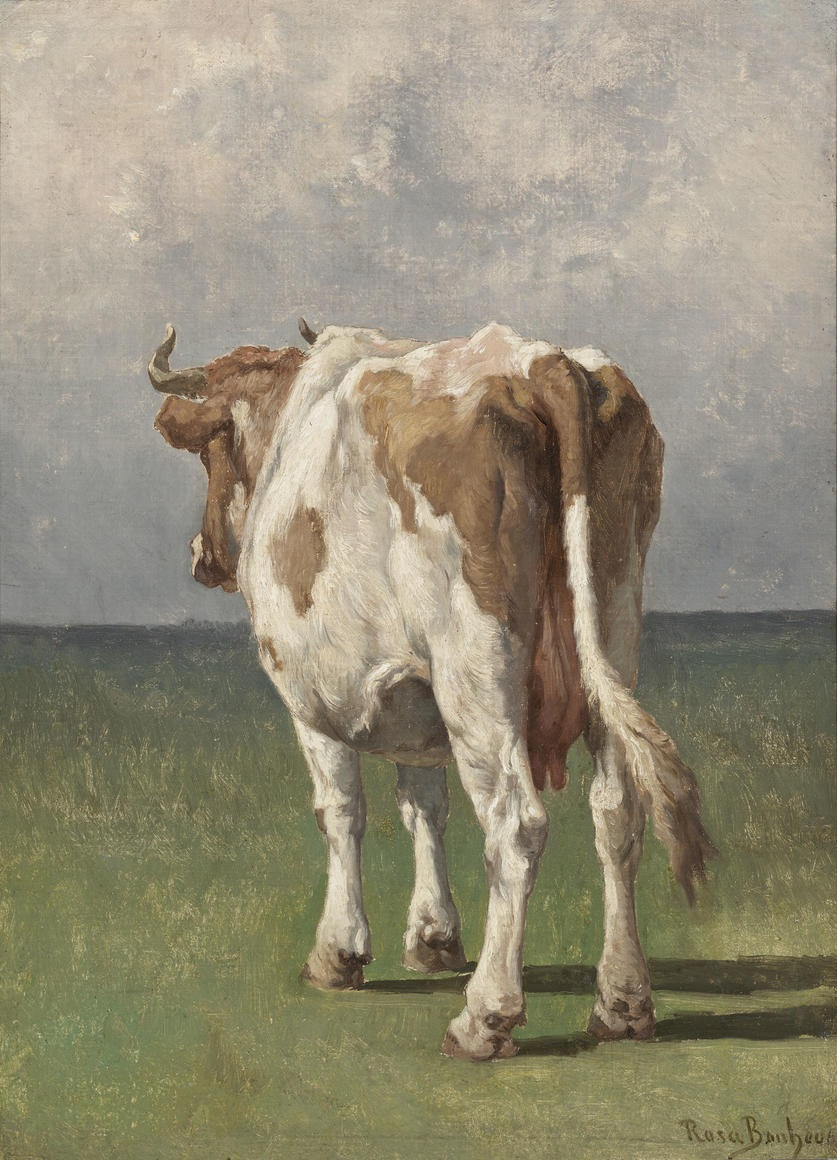
Studie einer Kuh (um 1840)
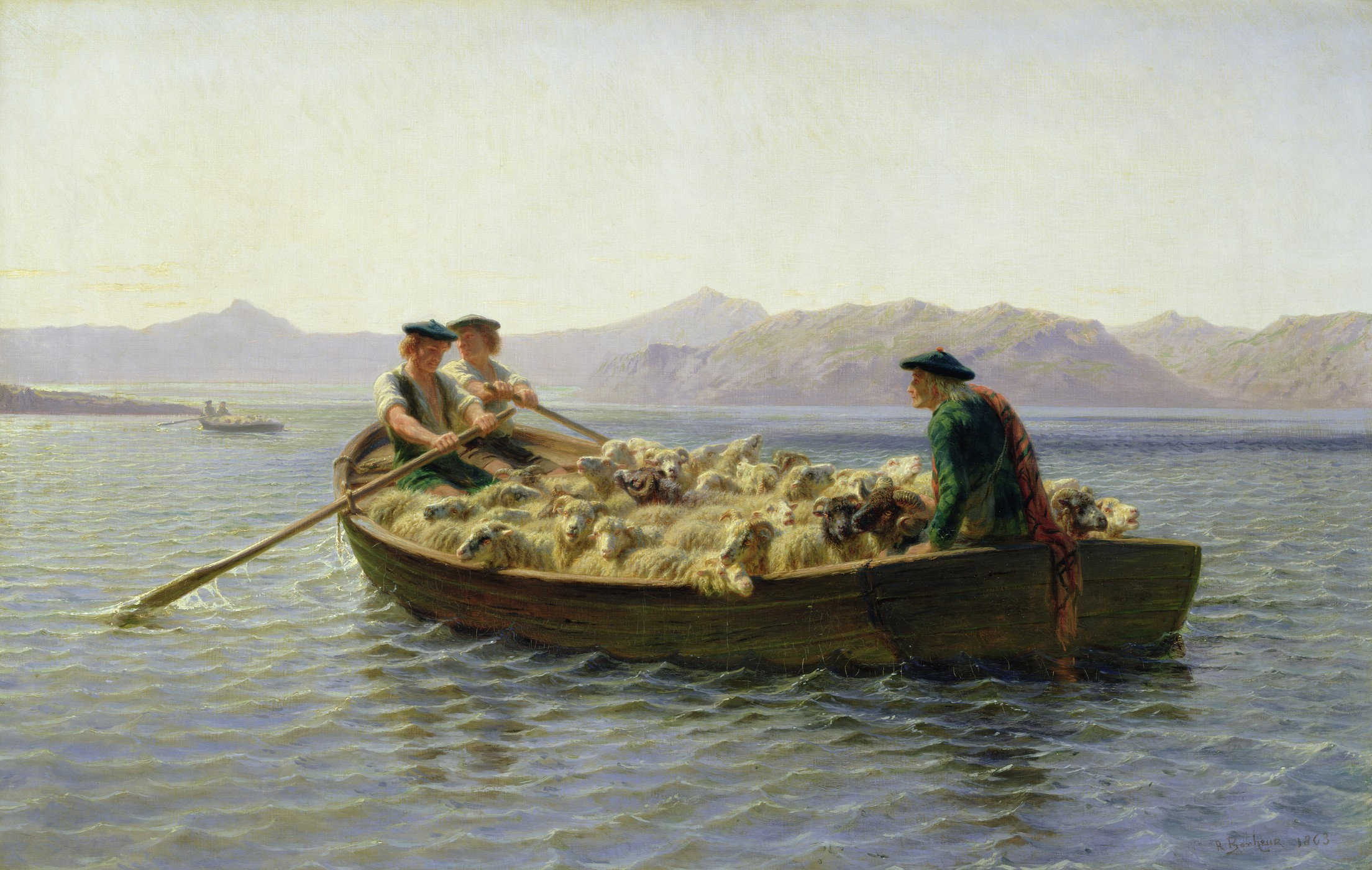
Weidenwechsel (1863)
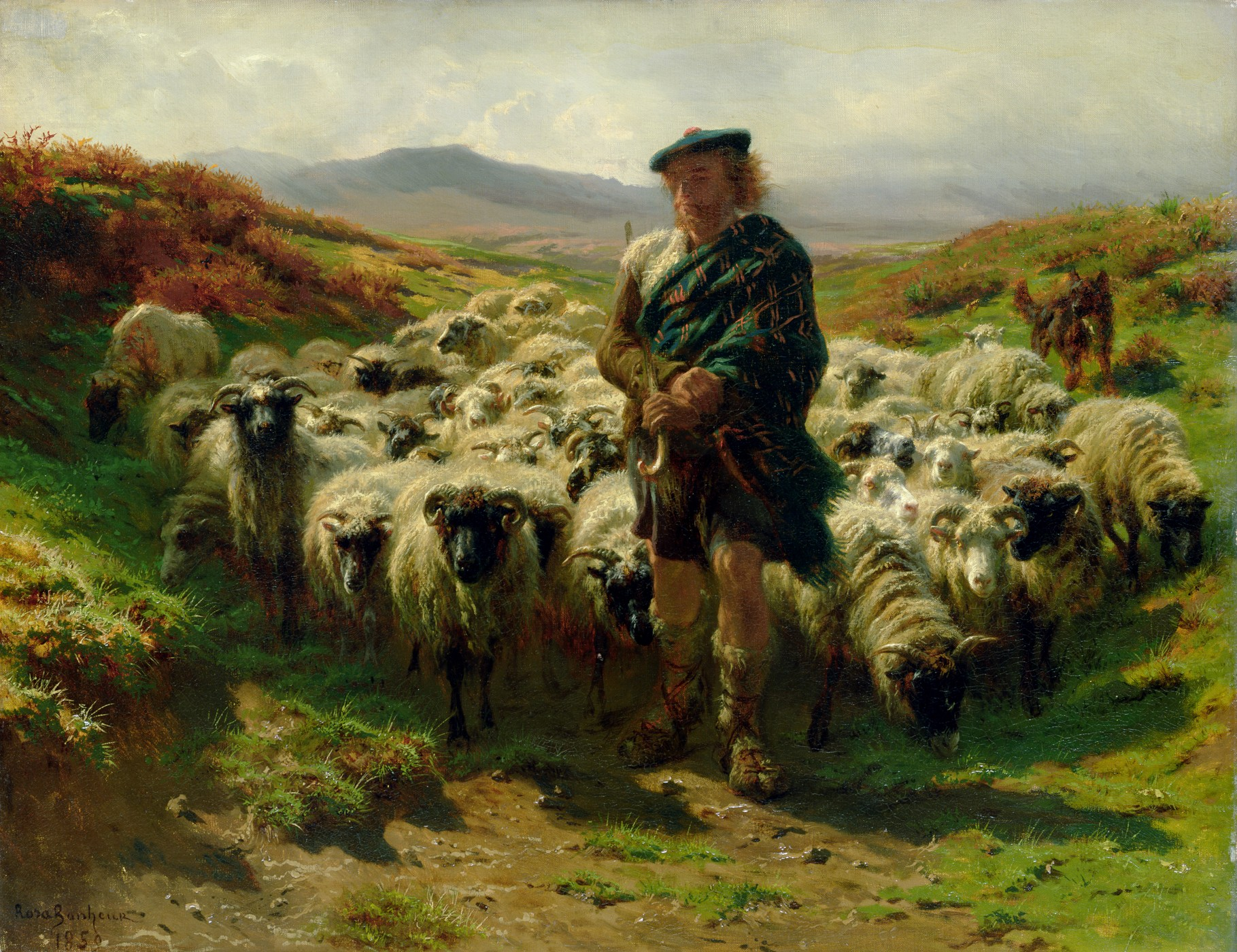
Der Hochlandschäfer (1859)
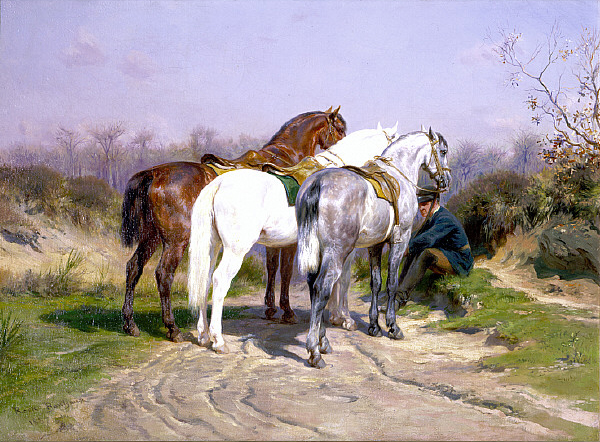
Relay Hunting (1887)
Spanische Maultiere queren die Pyrenäen (1875)